# Dryas-Buschmaus
Die Dryas-Buschmaus (Grammomys dryas) ist ein Nagetier in der Gattung der Akazienmäuse, das in Afrika vorkommt. Die Population wurde zeitweilig als Synonym der Wald-Buschmaus (Grammomys dolichurus) geführt.

## Merkmale
Die Art ist mit einer Kopf-Rumpf-Länge von 100 bis 130 mm, einer Schwanzlänge von 142 bis 177 mm und einem Gewicht von 30 bis 59 g ein mittelgroßer Vertreter ihrer Gattung. Sie hat 22 bis 28 mm lange Hinterfüße und 15 bis 21 mm lange Ohren. Das rosabraune Fell der Oberseite ist vom weißen Fell der Unterseite durch einen schmalen hellbraunen Streifen getrennt. Oberseits ist der Kopf mehr graubraun und das Hinterteil deutlich ockerfarben. An der Spitze des dunkelbraunen Schwanzes bilden längere Haare eine Quaste. Weitere Kennzeichen sind sehr kleine molare Zähne. Beim ersten und zweiten Molar sind die hinteren Höcker der Zahnkrone zu einem schmalen und fast unsichtbaren Kamm verbunden. Weibchen besitzen vier Zitzen im Leistenbereich vor.

## Verbreitung
Dieses Nagetier lebt mit mehreren voneinander getrennten Populationen im westlichen Ausläufer des Ostafrikanischen Grabens. Exemplare konnten in Burundi, in der Demokratischen Republik Kongo, in Tansania und in Uganda registriert werden. Vermutlich erreicht die Dryas-Buschmaus auch Ruanda. Die Art hält sich in Gebirgen ab 1000 Meter Höhe auf, ist jedoch in Lagen oberhalb 1500 Meter häufiger anzutreffen. Als typischer Bewohner von Wäldern und Gebüschflächen besucht dieses Nagetier auch in Savannen, Plantagen oder Hecken in Dörfern.

## Lebensweise
Die Dryas-Buschmaus sucht nachts meist in Bäumen und Büschen nach Nahrung. Gelegentlich erreicht sie den Grund. Im Verdauungstrakt fanden sich Reste von grünen Pflanzenteilen und Nüssen. Die Art baut in Sträuchern ein Nest aus Gräsern und Kräutern. Bis zu drei nachkommen können zu unterschiedlichen Jahreszeiten geboren werden.

## Bedrohung
Geringfügige Beeinträchtigungen sind durch Landschaftsveränderungen, Buschbrände, Wilderei und durch die Einführung fremder Pflanzen gegeben. Im Verbreitungsgebiet gibt es mehrere Nationalparks und andere Schutzzonen. Die IUCN listet die Art als „nicht gefährdet“ (least concern).